# Deutsches Antifaschistisches Komitee für Rumänien
Das  Deutsche Antifaschistische Komitee für Rumänien (später Antifaschistisches Komitee der deutschen Werktätigen in Rumänien, im Banat anfänglich Deutsche Antifaschistische Organisation, rumänisch Comitetul Antifascist German, auch  Antifa) repräsentierte von 1949 bis 1953 die Minderheit der Rumäniendeutschen in der Volksrepublik Rumänien.

## Geschichte
1948 wurde von der kommunistischen Führung Rumäniens die ideologische Umerziehung der deutschen Bevölkerung beschlossen, wobei die „deutschen werktätigen Massen“ als „aktiver Faktor beim sozialistischen Aufbau Rumäniens“ gesehen wurden. Durch einen im Dezember 1948 ergangenen Erlass wurden die rechtlichen Bestimmungen des Nationalitätenstatuts und die entsprechenden Klauseln der Verfassung auch auf die deutsche Bevölkerung ausgedehnt, die nach dem Zweiten Weltkrieg faktisch unter Ausnahmerecht gestanden hatte.
Am 13. Februar 1949 wurde auf Anweisung der politischen Führung nach längeren Vorverhandlungen das „Deutsche antifaschistische Komitee für Rumänien“ (DAK) gegründet. In Reșița, Timișoara und Brașov richteten sich in den nächsten Wochen und Monaten die ersten lokalen Organisationen ein. Vorsitzender des Komitees mit Sitz in Bukarest war Emmerich Stoffel, der zugleich als Ministerialrat ins Nationalitätenministerium berufen wurde. Sekretär war der Tischler Filip Geltz aus Arad, der 1951 den Vorsitz übernahm. Herausgeber des neugegründeten amtlichen Organs Neuer Weg wurde Anton Breitenhofer aus Orăștie. Weitere Mitglieder des Komitees waren Josef Puvak (Bukarest), Michael Schuster (Brașov), Viktor Berger (Sibiu), Andreas Krestel (Brașov), Adolf Schmutzer (Lugoj), Johann Székler (Timișoara), Martin Tausch (Mediaș) und Desiderius Lindner (Sibiu). Insgesamt hatte das DAK bei der Gründung 15 Mitglieder. Das Komitee, dessen „antifaschistische Sprecher“ in der rumäniendeutschen Bevölkerung zunächst unbekannt waren, wurde von der deutschen Bevölkerung als von der Regierung anerkannte offizielle „Vertretung der Volksdeutschen Interessen“ anfangs kaum zur Kenntnis genommen.
Die Aufgaben des DAK galten der Beseitigung der „faschistischen Überbleibsel“, dem „Kampf gegen das eigene Bürgertum“, der „Erziehung im Geiste der Verbrüderung mit dem Mehrheitsvolk und den anderen Minderheiten Rumäniens“ sowie der „Aufbietung der Massen für die Erfüllung des Staatsplans“. Das DAK kümmerte sich auch um schulische Angelegenheiten und bereitete die Rückgabe der im Jahre 1945 enteigneten Häuser und Gärten im ländlichen Raum vor. Es setzte sich für das Recht zur Teilnahme an den Volksratswahlen am 3. Dezember 1950 ein, bei der über 1000 vom DAK vorgeschlagene deutschstämmige Deputierte gewählt wurden. Weiterhin bemühte sich das DAK um die Repatriierung und Arbeitsplätze für die Heimkehrer aus der Verschleppung von Rumäniendeutschen in die Sowjetunion und unterstützte die Kulturarbeit in deutscher Sprache.
Nach vierjährigem Bestehen wurde das Komitee aufgelöst mit der Begründung, dass „das Nationalitätenproblem in der Rumänischen Volksrepublik im Geiste des proletarischen Internationalismus und der Verbrüderung der Werktätigen aller Nationalitäten gelöst“ worden sei.
Erst 1968 erhielt die deutsche Minderheit in Rumänien wieder eine Vertretung, den Rat der Werktätigen deutscher Nationalität.